# Michael Norman
Michael Norman (San Diego, 3 de dezembro de 1997) é um atleta velocista estadunidense, campeão olímpico e mundial.
Norman ganhou atenção internacional pela primeira vez quando estava no último ano do ensino médio, depois de derrotar o então campeão dos Estados Unidos, Justin Gatlin, em uma bateria semifinal de 200 metros. Nos Jogos Olímpicos de Verão de 2020, conquistou a medalha de ouro na prova de revezamento 4x400 metros masculino com o tempo de 2:55.70 minutos, ao lado de Michael Cherry, Bryce Deadmon, Rai Benjamin, Vernon Norwood, Randolph Ross e Trevor Stewart.
No Campeonato Mundial de Atletismo de 2022 em Eugene, EUA, ele conquistou a medalha de ouro nos 400 m rasos e no revezamento 4x400 m.